# Portrait d'Adolf et Catharina Croeser
Portrait d'Adolf et Catharina Croeser, aussi connu sous le nom d'Un bourgmestre de Delft et sa fille ou Un bourgeois de Delft et sa fille, est un portrait du peintre néerlandais Jan Steen réalisé en 1655 et conservé au Rijksmuseum Amsterdam.

## Description
L'œuvre est une peinture à l'huile sur toile et mesure environ 82 centimètres de haut sur 69 centimètres de large.
Le personnage principal du portrait est assis au centre du tableau. Il s'agit d'un homme élégamment vêtu d'un habit et d'un chapeau noirs, s'appuyant majestueusement sur la balustrade du perron de sa maison. Un canal, sans doute l'Oude Delft (nl), coule devant sa maison. Plusieurs bâtiments de la ville de Delft sont visibles en arrière-plan : le clocher de l'Oude Kerk (dont l'horloge indique 5 heures), le Prinsenhof et le Delflandhuis.
L'homme tient à la main un papier portant l'inscription « Delft » et un sceau brisé, ce qui laisse penser qu'il s'agit d'une lettre portant une adresse.
Sur sa droite, une jeune femme portant une élégante robe de brocart descend les marches. De l'autre côté, une vieille femme pauvrement vêtue et appuyée sur un bâton parle à l'homme en tendant sa main vers lui. Derrière, un jeune garçon dans un manteau trop grand tient à la main son chapeau.
La porte de la maison est ouverte, un bouquet de fleurs posé sur le rebord de la fenêtre. Le pont sur la droite porte les armoiries de la ville de Delft. Sur le pont, on aperçoit un homme en fraise regardant la scène tandis qu'un autre porte un sac sur son dos. La lumière, le ciel bleu et les arbres verts donnent l'impression d'une journée d'été ensoleillée, malgré les nuages noirs au-dessus de la ville.

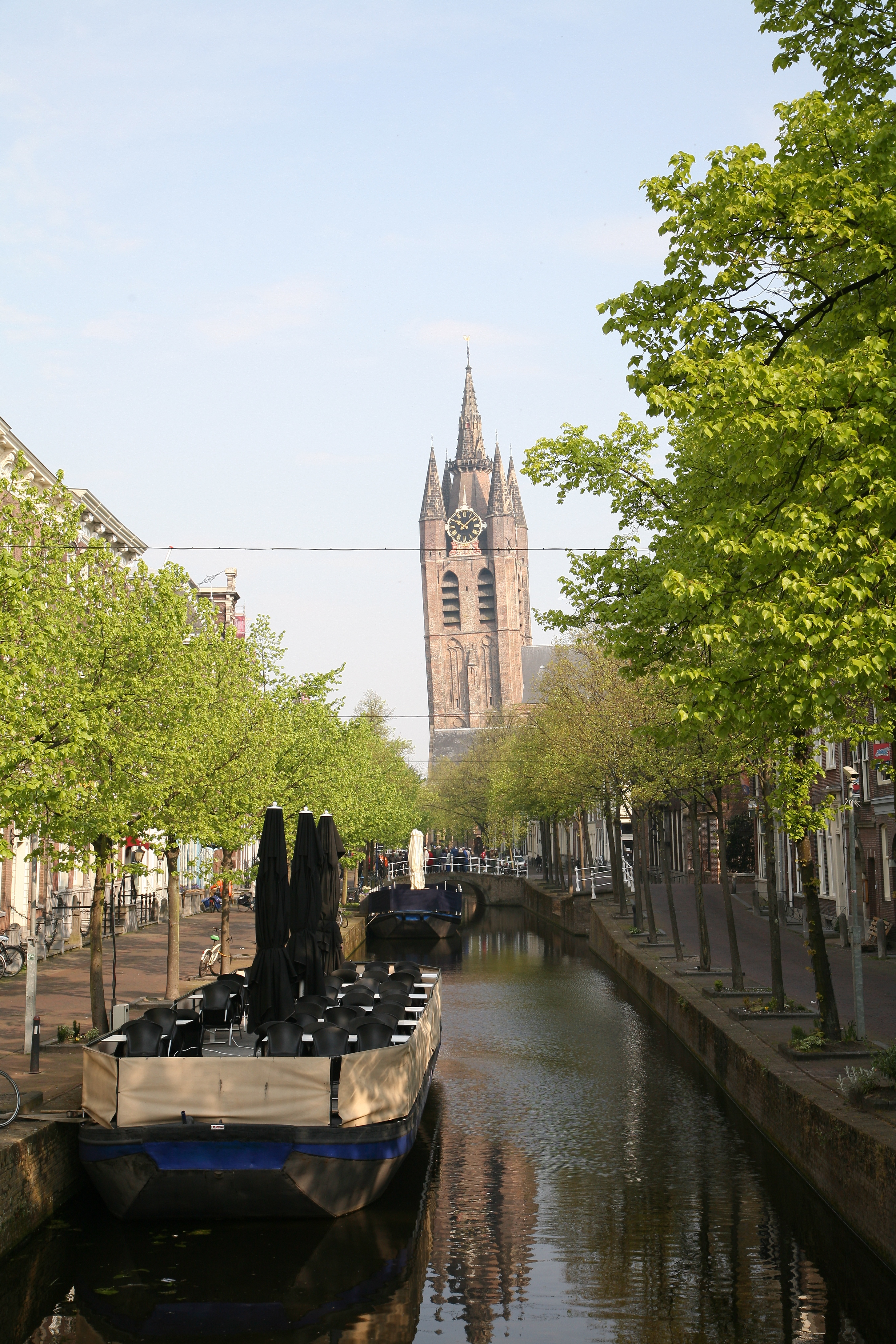
Clocher de l'Oude Kerk.
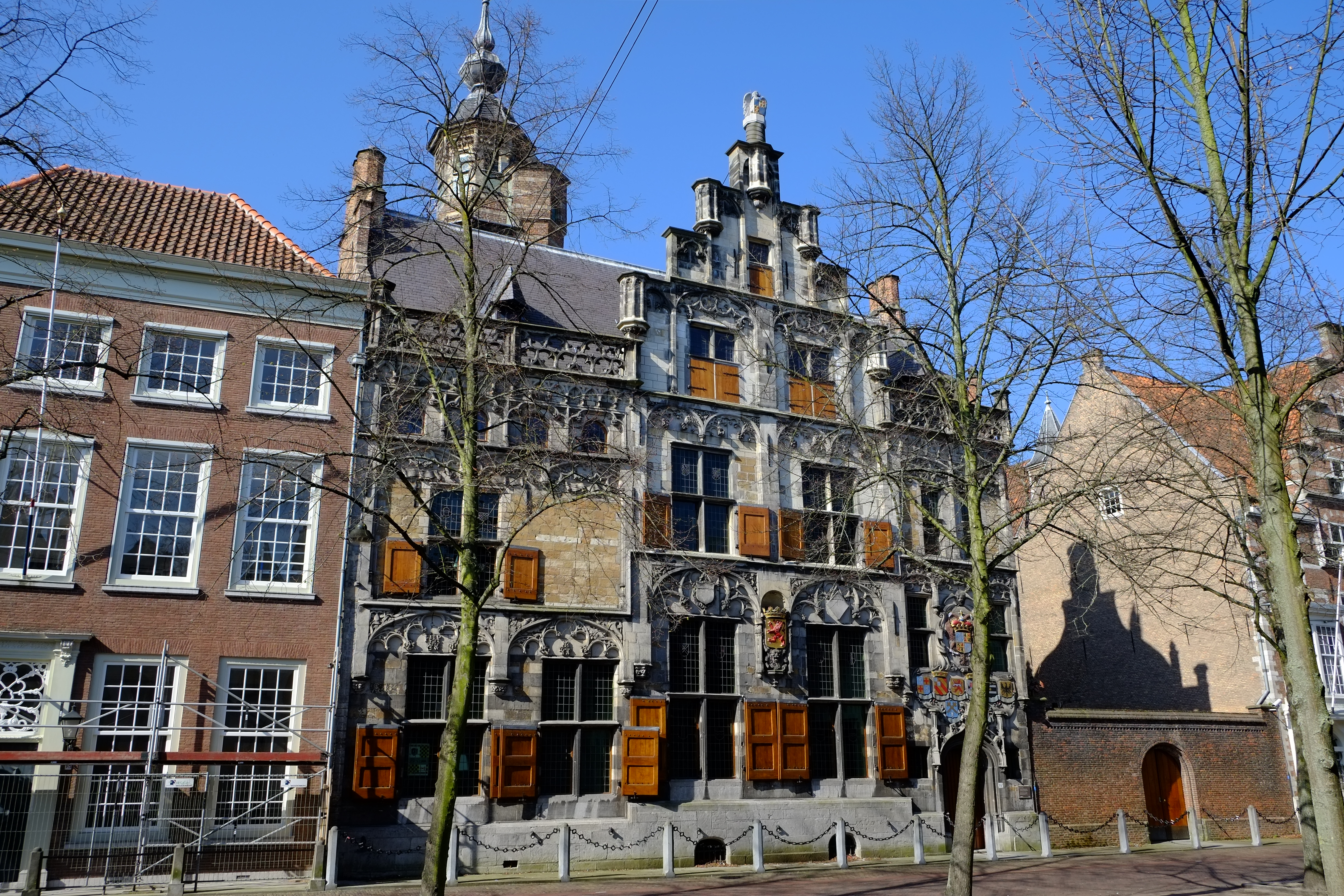
Façade du Delflandhuis.
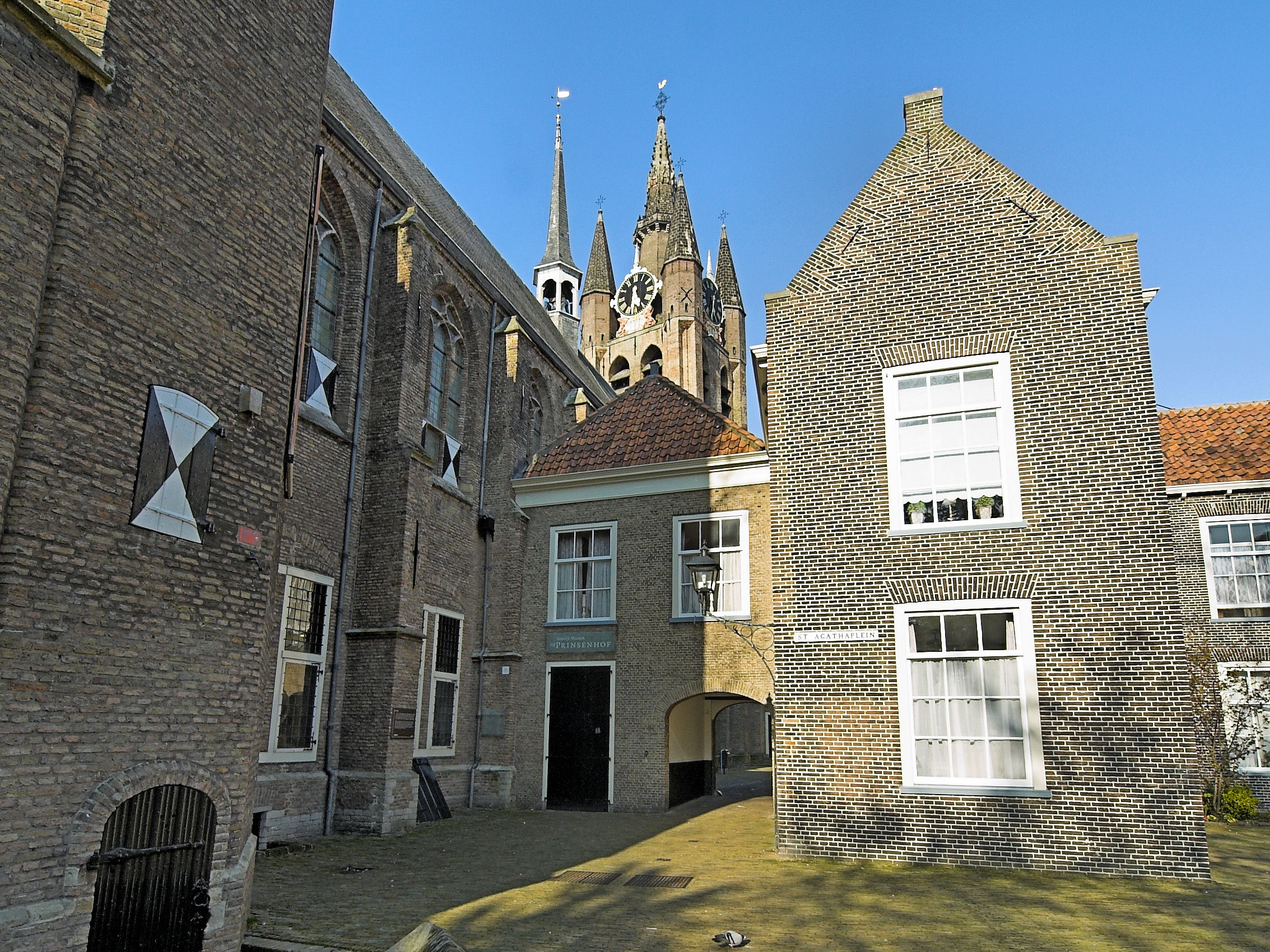
Prinsenhof et son clocher.

## Analyse

### Technique
Pour peindre le bleu du ciel, Steen utilise d'habitude dans ses tableaux un mélange de smalt et de blanc de plomb. Cependant, pour ce tableau, Steen ajoute à son mélange du bleu outremer, un pigment à la teinte plus riche mais bien plus coûteux. L'utilisation d'un matériau aussi cher peu s'expliquer par le fait que le portrait était une commande d'un client. Le pigment utilisé est malgré cela un pigment de basse qualité.

### Identité des personnages
L'homme en noir est historiquement identifié à un bourgmestre, c'est-à-dire à un maire, de la ville de Delft. Le terme de « bourgmestre » provient du catalogue de la vente de 1761 (voir la section « Histoire » ci-dessous), mais avait à l'époque un sens plus large que durant les siècles suivants. Cela ne prouve donc pas que l'homme est réellement un bourgmestre.
En 1905, Alice Douglas-Pennant, fille du propriétaire de la peinture, écrit à l'actuel bourgmestre de Delft afin d'identifier le supposé bourgmestre du tableau. D'après la réponse de l'archiviste municipal, l'homme pourrait être Geraldo Briell van Welhouck, l'un des bourgmestres en 1655 et habitant sur l'Oude Delft ; la jeune femme serait sa fille Anna Briell van Welhouck. En 1907, l'historien de l'art Cornelis Hofstede de Groot reprend cette information dans son catalogue. Toutefois, en 1976, l'historien de l'art Christopher Brown (en) démontre que l'homme représenté est trop jeune pour être Geraldo Briell van Welhouck.
Au XIXe siècle, la notice d'une copie du tableau (copie aujourd'hui perdue) identifie l'homme comme étant un maître des monnaies de Dordrecht nommé De Buck. Toutefois, le portrait ne correspond pas non plus à l'un des membres de la famille Buck ayant occupé cette fonction.
Les historiens néerlandais Frans Grijzenhout et Niek van Sas font l'hypothèse que l'homme en question serait un proche de Jan Steen, en se basant sur l'habitude de Steen de faire figurer des connaissances dans ses peintures. Parmi les proches de Steen à Delft dont on connait le nom aujourd'hui figure Adolf (ou Adolph) Croeser, un marchand de céréales né vers 1612 et vivant sur la rive de l'Oude Delft. Son seul enfant qui n'est pas mort jeune est sa fille Catharina, née en 1642 et donc âgée de 13 ans en 1655. Sa femme meurt en 1651 ; il se remarie en 1653 mais se sépare de sa seconde femme en 1654. Ainsi, le profil de Croeser correspond au personnage représenté par Jan Steen : un homme de 43 ans, veuf, père d'une fille de 13 ans, vivant sur le bord de l'Oude Delft et connaissant le peintre.

### Interprétations

#### L'embarras des riches

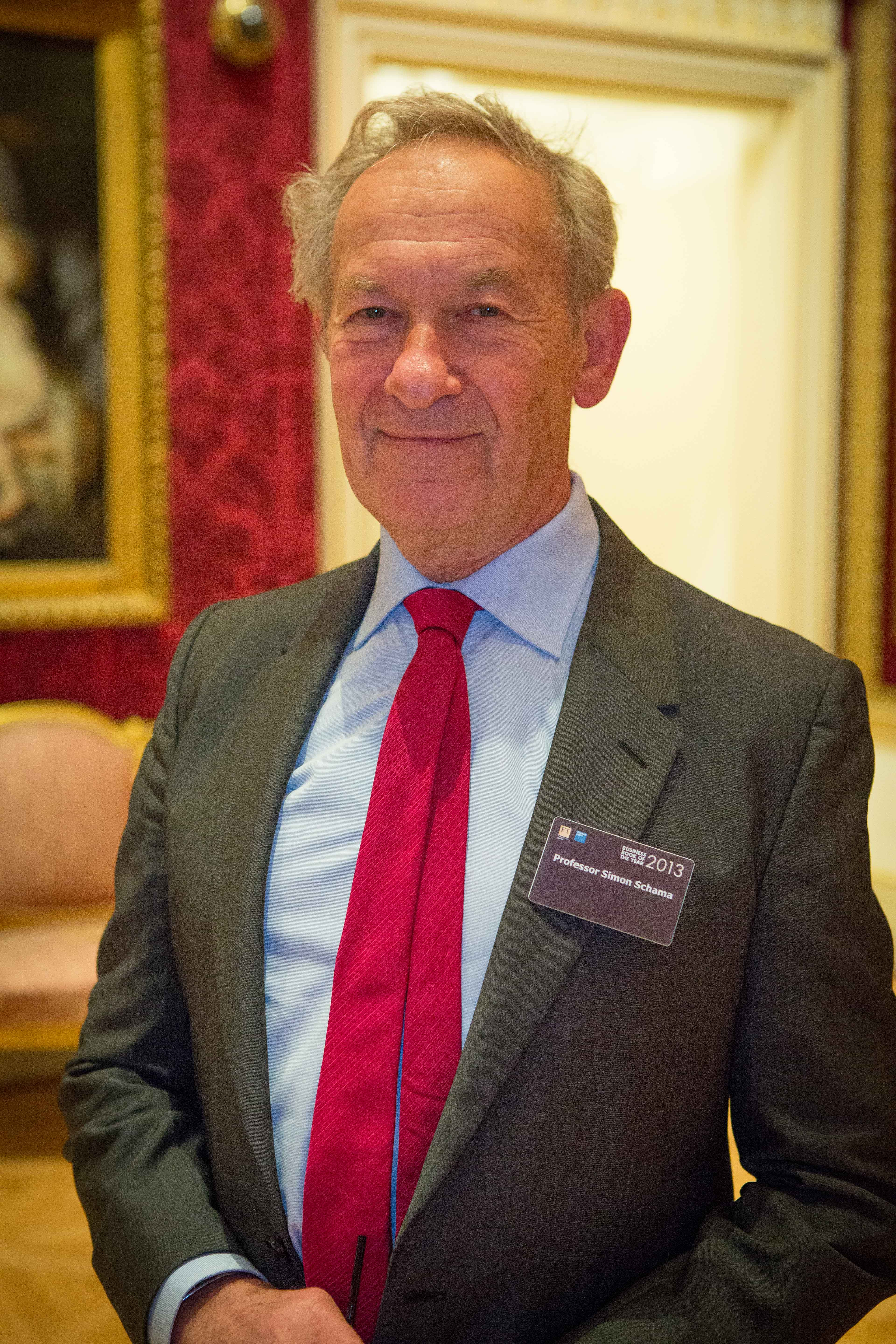
Simon Schama.

Le tableau est devenu célèbre en figurant sur la couverture de la version originale du livre de l'historien britannique Simon Schama The Embarrassment of Riches (en) paru en 1987. Le portrait représente la thèse de l'auteur : l'existence d'un malaise de la bourgeoisie néerlandaise face à son enrichissement. Selon Schama, l'homme, un bourgeois de Delft, est censé faire usage de ses richesses pour le bénéfices des pauvres représentés par la femme en train de mendier. Toutefois, le tableau montre justement une ambiguïté : le bourgeois n'est pas représenté en train de faire une aumône mais hésitant, et la jeune fille richement vêtue ignore la scène.
Cette thèse est cependant rejetée par l'historien de l'art Eddy de Jongh (en), qui la considère comme infondée. Selon lui, rien dans le tableau ne permet de soutenir cette interprétation, qui repose sur la projection d'éléments préconçus externes à l'œuvre.

#### Interprétation politique

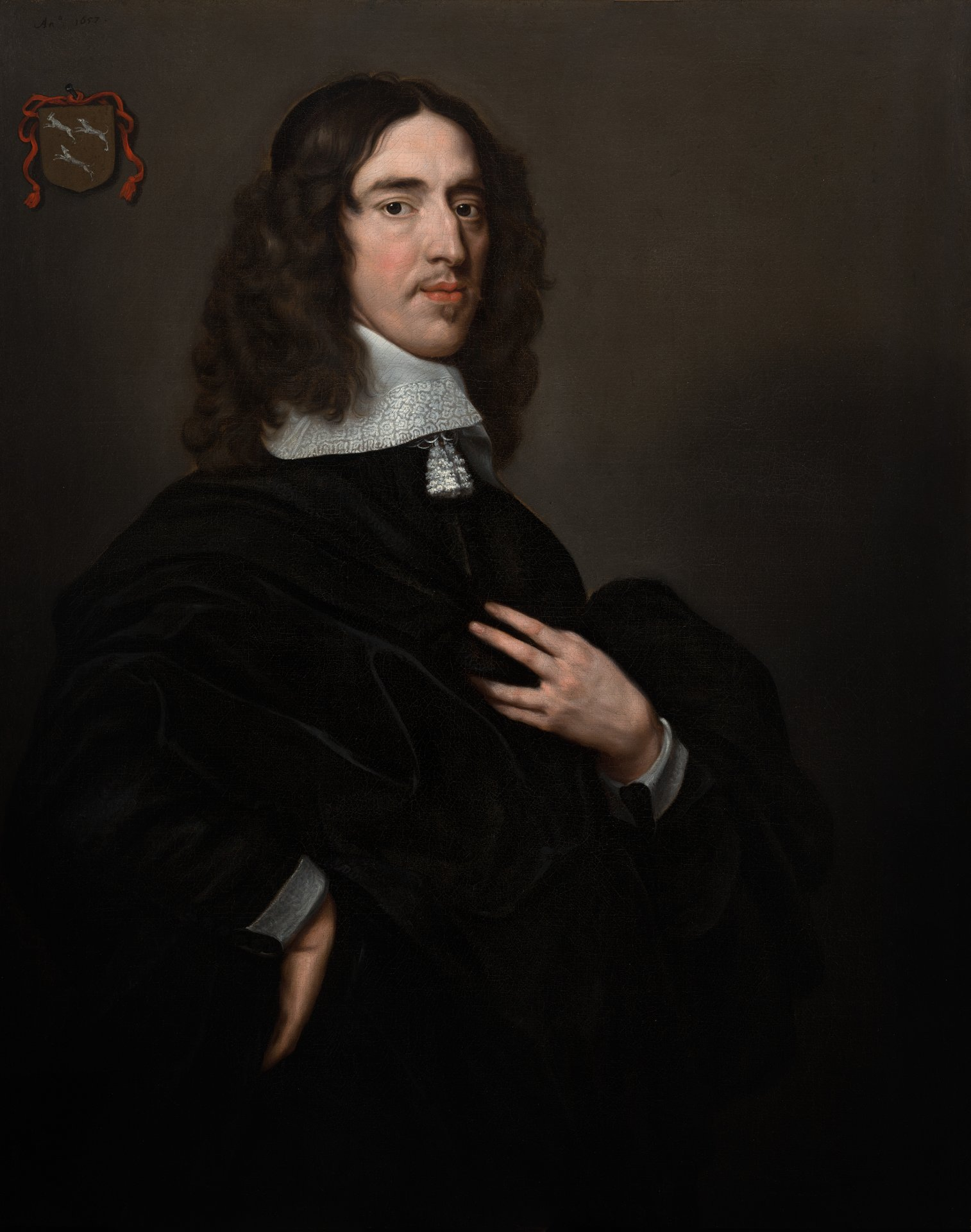
Le grand-pensionnaire Johan de Witt par Adriaen Hanneman (1665).

Selon l'historienne Sheila Muller, l'œuvre doit être interprétée dans son contexte politique. En 1650 commence la première période sans stathouder (en) : après la mort du stathouder Guillaume II d'Orange, un régime républicain dirigé par le grand-pensionnaire Johan de Witt est instauré. Cette période voit l'émergence de nouvelles élites dans la ville de Delft.
La place dominante du bourgeois de Delft dans le tableau, représenté au milieu des bâtiments de la ville et des différents personnages, illustre l'importance nouvelle de la bourgeoisie urbaine. De même, l'atmosphère estivale, ensoleillée et sereine de la scène symbolise l'ordre et la stabilité politique que la bourgeoisie néerlandaise espère retrouver.
La présence de la femme et de l'enfant demandant une aumône et du Prinsenhof (qui servait alors de siège à la Kamer van Charitaten, l'organisation chargée de s'occuper des pauvres) a également une portée politique. Le message sous-jacent est que la fin du stathoudérat et le pouvoir des bourgeois s'accompagne d'une défense des institutions charitables municipales traditionnelles.
De même que pour la théorie de Simon Schama exposée précédemment, Eddy de Jongh rejette cette thèse, qu'il considère comme étant trop peu solide et basée sur les présupposés de l'historienne.

#### Un portrait à la gloire d'un marchand
D'après Frans Grijzenhout et Niek van Sas, le tableau est remarquable par la multiplicité des genres artistiques auquel il se rattache. Il s'agit à la fois d'un portrait, d'un paysage urbain et d'une scène de genre (pour la représentation de la vieille femme et du garçon). Un autre aspect du tableau est l'utilisation des contrastes et des distinctions dans la scène : contraste entre l'homme et la jeune fille d'une part et la vieille femme et le garçon d'autre part, distinction entre l'espace privé de la maison et public de la rue.
Le fait de représenter le marchand et sa fille a l'extérieur de leur maison, dans leur rue, à proximité de personnes d'une classe sociale inférieure, est novateur pour l'époque. En revanche, la position de l'homme, assis avec une main sur la hanche, est tout à fait classique (notamment pour les portraits de membres de la classe moyenne) et reflète l'assurance du sujet. L'absence d'interaction entre le père et sa fille ne doit pas être interprété comme le signe d'une mésentente, mais comme la conséquence des conventions sociales du XVIIe siècle et du style de Jan Steen.
Le vase de fleur sur la fenêtre peut constituer un memento mori, un rappel de la fragilité de la vie et une référence à la mère décédée de la jeune fille, qui se retrouve ainsi comme placée entre ses deux parents. L'homme sur le pont pourrait être Pieter Adriaensz. Croeser, demi-frère d'Adolf Croeser et tuteur désigné de Catharina ; l'homme au sac, quant à lui, serait une référence au métier de marchand de céréales d'Adolf. La place de la ville de Deflt, de ses principaux monuments et de son église est également significative : elle pourrait signifier les ambitions d'Adolf Croeser, désireux d'appartenir à la classe dominante de la ville, et son souhait de se rapprocher de son église après en avoir été écarté à la suite de son divorce.
L'interaction de Croeser avec la vieille femme (qu'elle soit une mendiante ou simplement une servante âgée, thème commun chez Steen) peut être un moyen pour Croeser d'afficher ses activités philanthropiques. Il est aussi possible que cela soit une référence à une anecdote connue de Steen et inconnue aujourd'hui.
Ainsi, selon Grijzenhout et van Sas, Croeser apparait à la fois comme un bon père de famille, un bon citoyen et un bon chrétien. La figure centrale d'Adolf Croeser fait le lien entre les différentes sphères représentées sur le tableau : sphère domestique, sphère civique, sphère religieuse. 

#### Interprétation morale

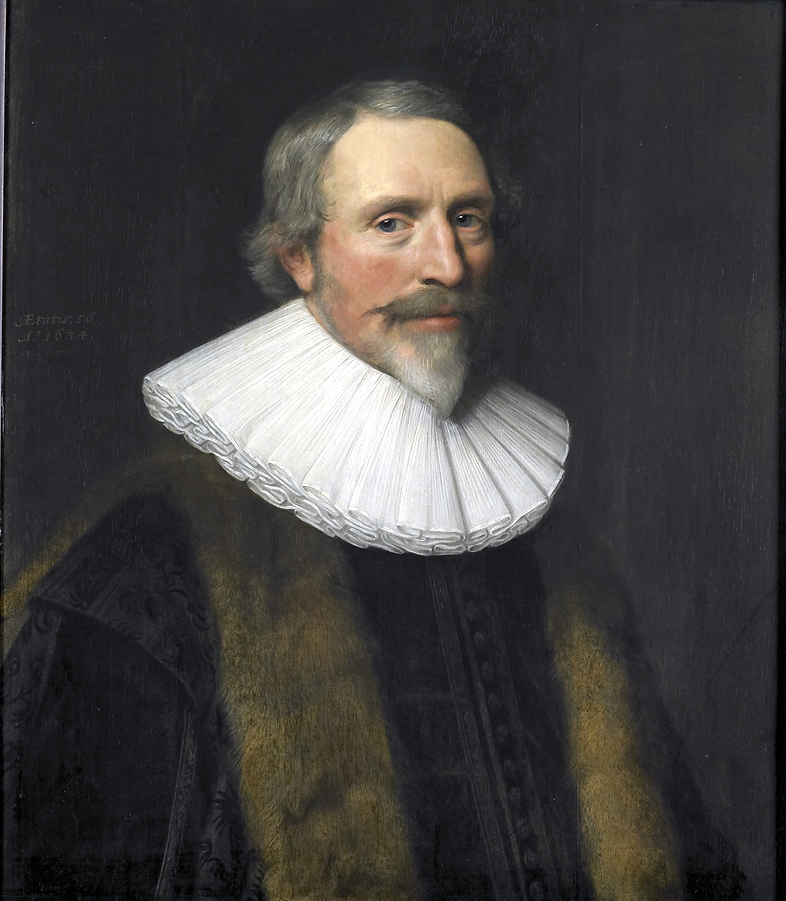
Jacob Cats par Michiel Jansz. van Mierevelt.

D'après l'historienne de l'art Mariët Westermann, le tableau a un sens moral. La scène représente la nécessité, exprimée notamment par le poète et homme politique hollandais Jacob Cats, de distinguer entre « bons » et « mauvais pauvres » : entre les pauvres méritants une aumône et les profiteurs. Cats est également explicite sur le cas de conscience qu'un tel choix peut poser. Le bourgeois examinant la mendiante et l'aspect inachevé de la scène (l'homme n'a pas encore refusé ou accordé l'aumône demandée) incarnent le jugement difficile mais nécessaire dans la société néerlandaise du XVIIe siècle.

### Influences
Les figures de la femme et du garçon pourrait être inspirés d'une gravure de Rembrandt de 1648, Le Joueur de vielle aveugle et sa famille. Une autre inspiration pour le paysage urbain pourrait être la Vue de Delft (en) de Carel Fabritius (1652, National Gallery de Londres).
Bien que réalisé à Delft dans les années 1650, il est difficile d'associer ce tableau à l'école de Delft de Vermeer et De Hooch. En effet, l'œuvre ne présente pas vraiment les particularités de ce style : perspective recherchée, lumière douce, ambiance sereine. Ici, la perspective est banale et la présence imposante de l'homme en noir trouble la tranquillité de la scène.
Un autre tableau de Jan Steen présente une composition proche : Les Musiciens itinérants, peint en 1659 et conservé à Alcott House (Royaume-Uni). L'œuvre peut également être rapprochée, malgré des divergences, de deux autres tableaux : L'Aumône ou Jeune Femme donnant une aumône à un garçon mendiant de Gabriel Metsu et Deux Femmes avec un garçon mendiant de Nicolas Maes. 

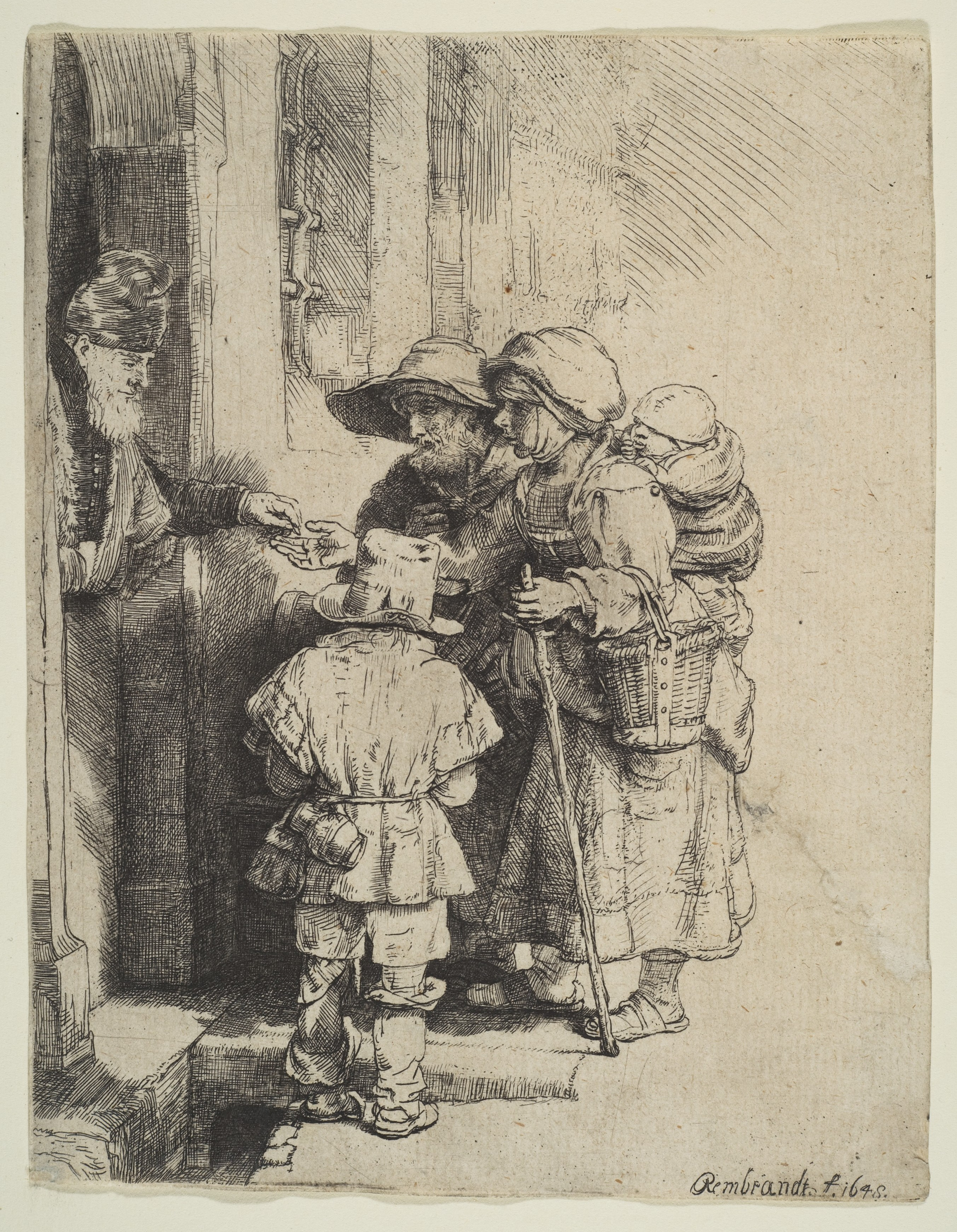
Rembrandt, Le Joueur de vielle aveugle et sa famille, 1648, gravure.
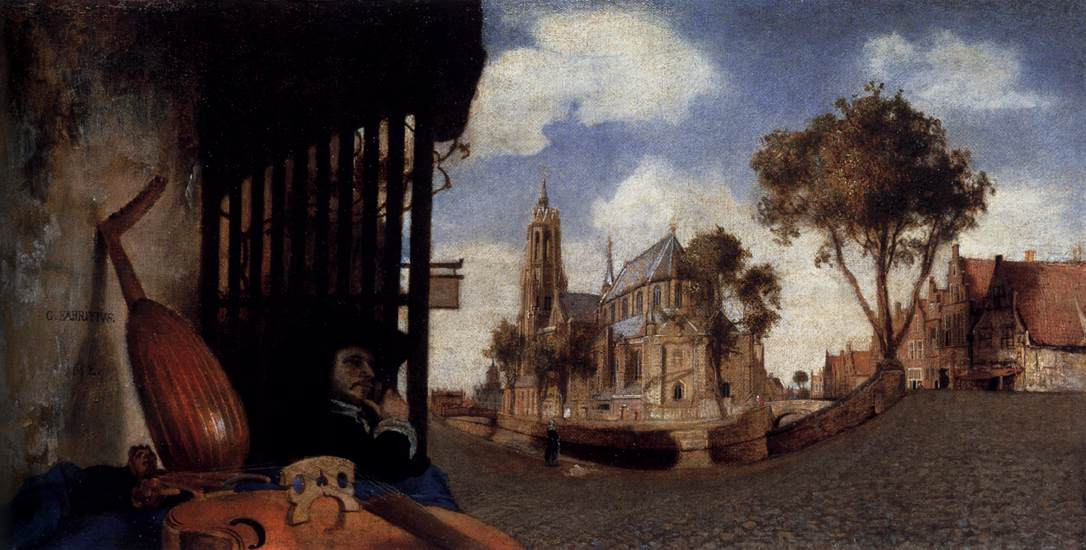
Carel Fabritius, Vue de Delft (en), 1652, National Gallery.
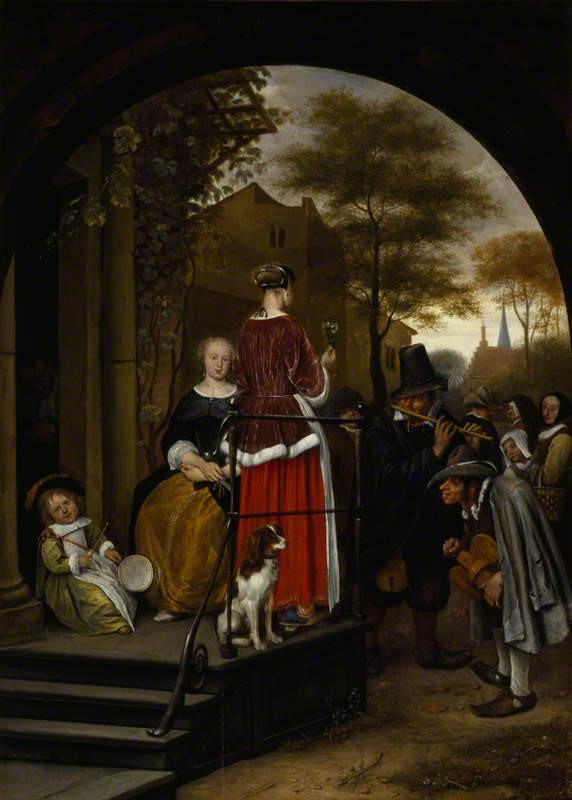
Jan Steen, Musiciens ambulants, 1659, Alcott House[37].
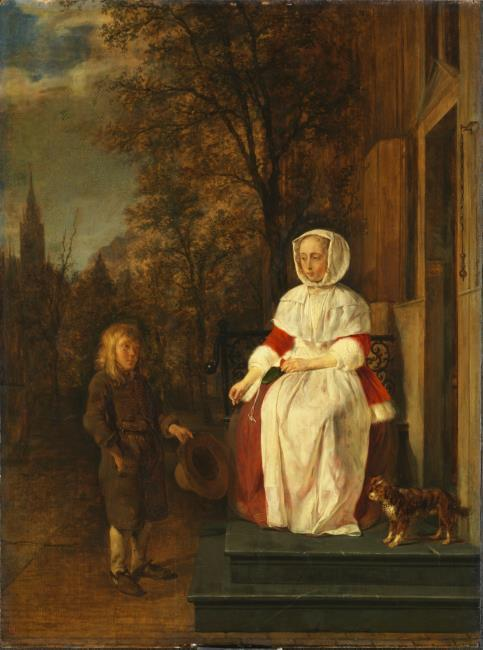
Gabriel Metsu, L'aumône, v. 1660, Museumslandschaft Hessen Kassel (en).

## Histoire
Le tableau est peint en 1655, à une époque où Jan Steen gérait une brasserie à Delft. La brasserie était située à l'emplacement de l'actuel no 74, sur la rive est du canal, en diagonale du bâtiment figurant sur la peinture. Il s'agit sans doute du premier portrait peint par Steen.
Le premier propriétaire du tableau est le personnage représenté, Adolf Croeser. Il passe ensuite à sa fille Catharina, qui le lègue à ses héritiers. Au XVIIIe siècle, le tableau se trouve à Berg-op-Zoom, qui est attaquée puis pillée en 1747 par les Français au cours de la guerre de succession d'Autriche.

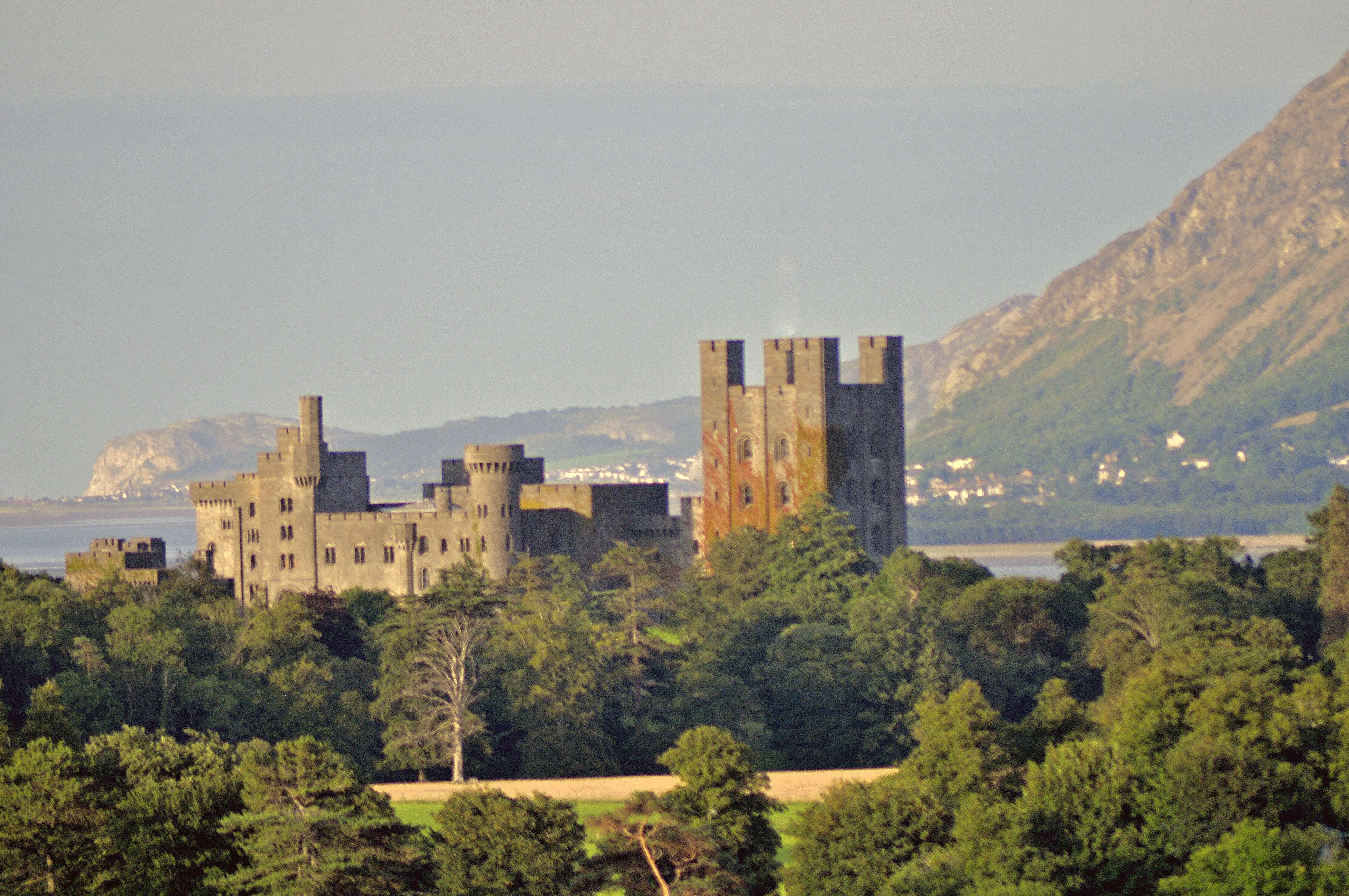
(pays de Galles), château d'Edward Douglas-Pennant où le tableau est localisé aux.

Au milieu du XVIIIe siècle, le tableau figure dans la collection de l'amateur français Claude-Alexandre de Villeneuve. Celui-ci est un ancien soldat qui participe au siège de Berg-op-Zoom et acquiert sans doute le tableau à cette occasion. Le marchand d'art Pierre Rémy l'achète en 1761, après la mort de son précédent propriétaire, pour 250 livres. En 1808, le tableau fait partie de la vente des biens du pasteur réformé et collectionneur Engelbertus Engelberts à Amsterdam, où il est acheté pour 750 florins. L'acquéreur, le marchand d'art néerlandais L.J. Nieuwenhuys, le lègue à son fils Chrétien Jean qui le vend en 1857 à Edward Douglas-Pennant, baron Penrhyn, un aristocrate et homme d'affaires britannique.  
L'un de ses héritiers, Richard Douglas-Pennant, le vend en 2004 pour la somme de 11,9 millions d'euros au Rijksmuseum d'Amsterdam.